# Giacomo Merculiano

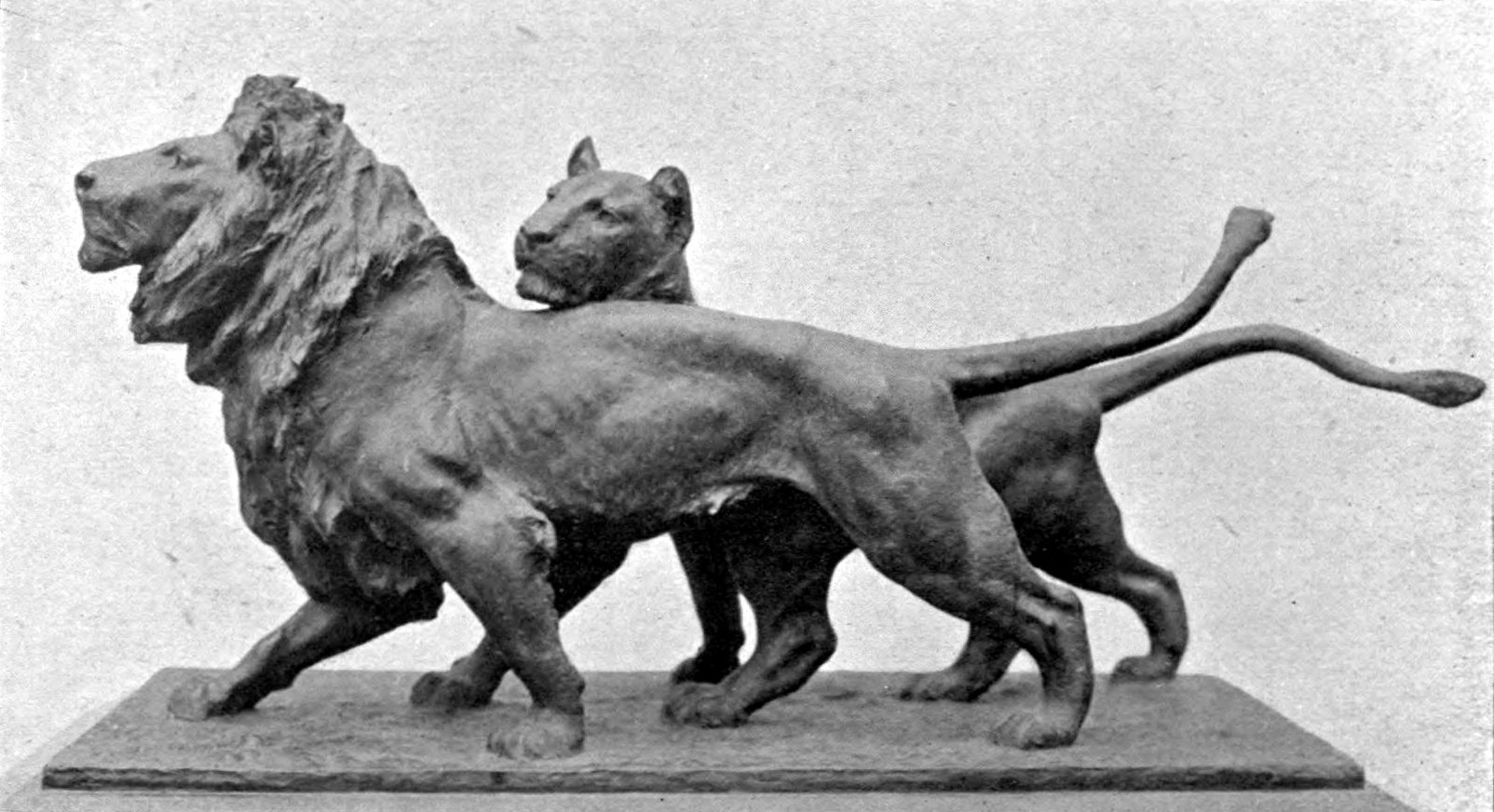
Löwe und Löwin

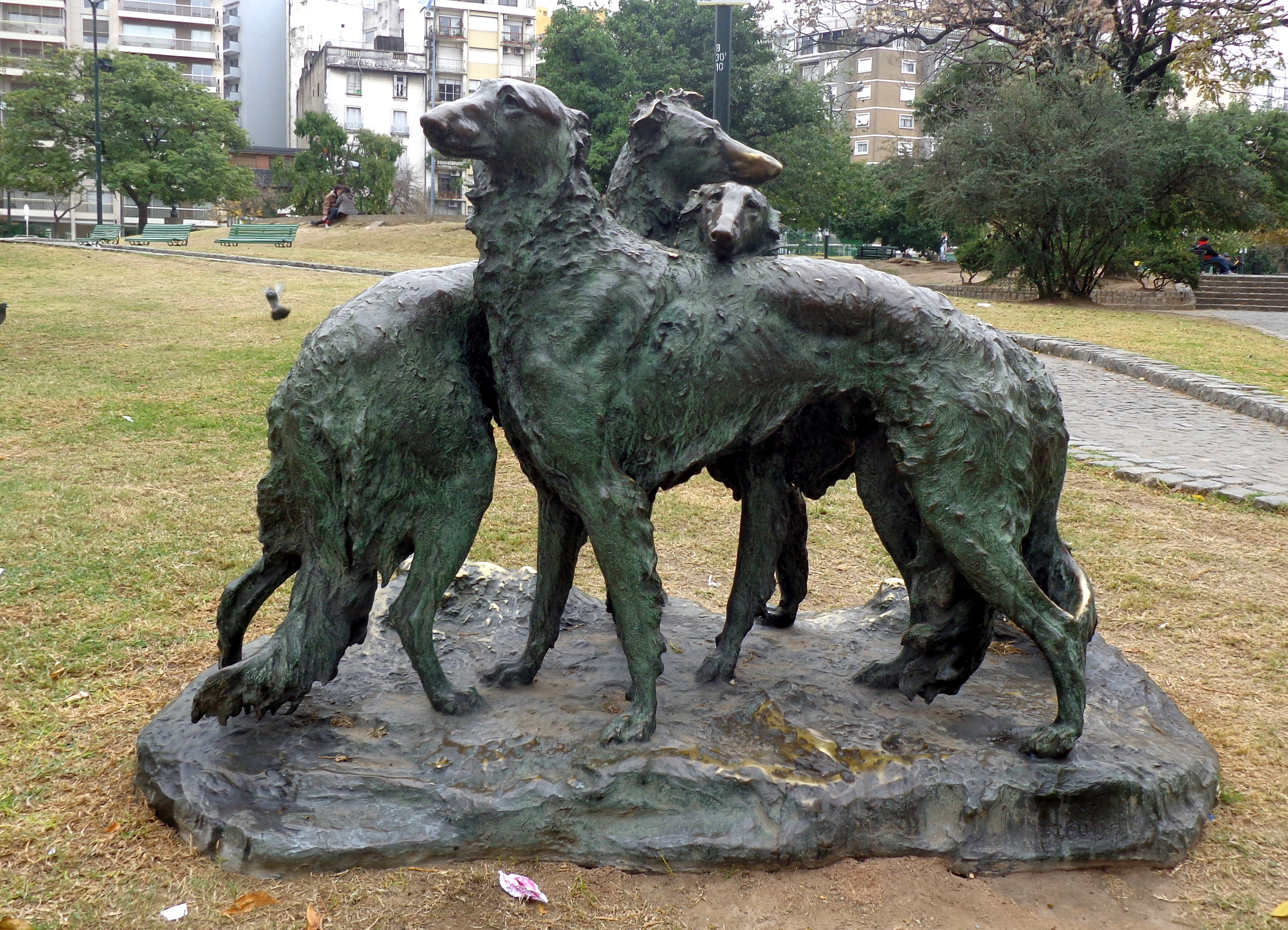
Windhunde von 1914 auf dem Platz Monseñor de Andrea in Buenos Aires

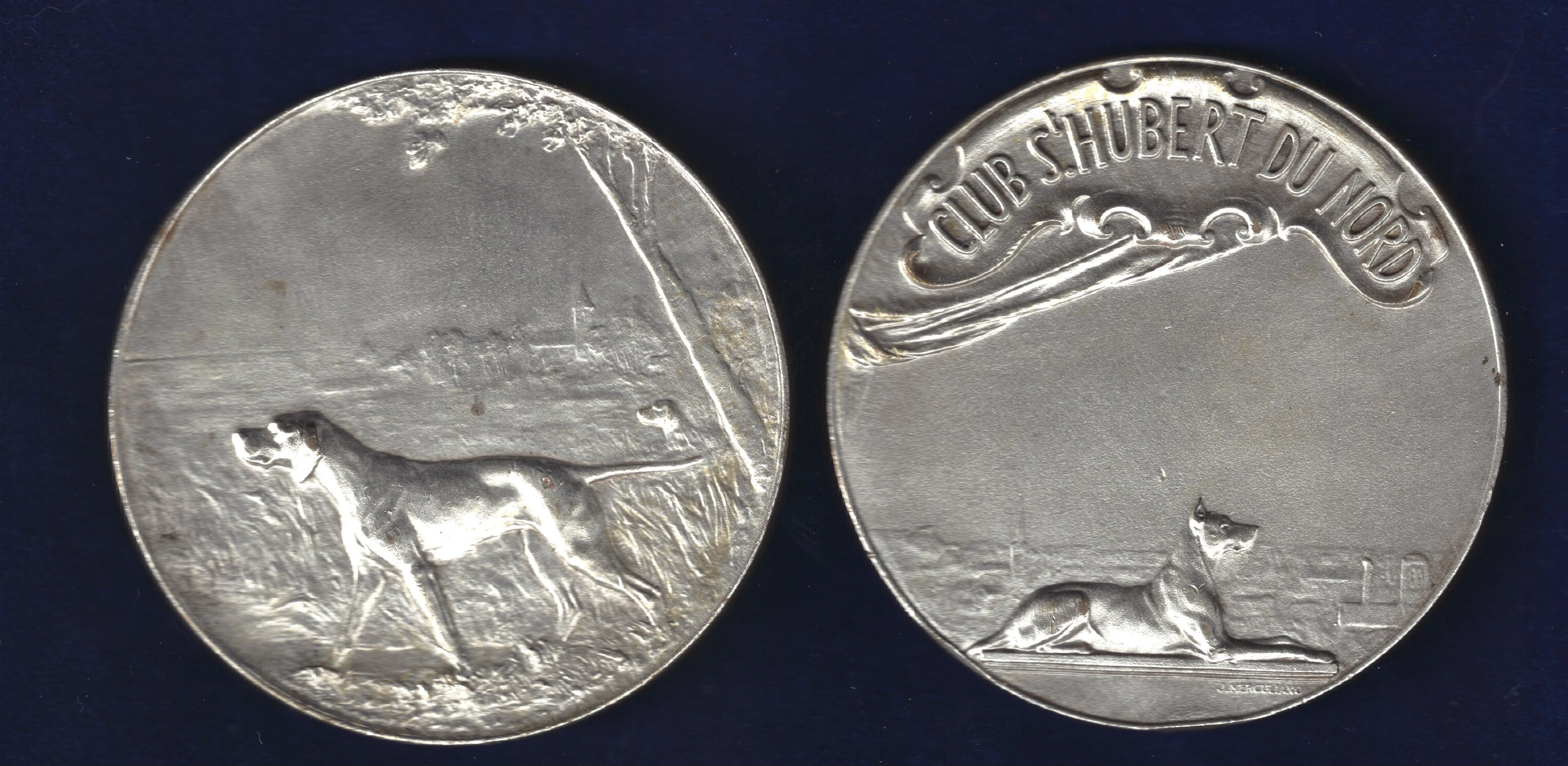
Preismedaille von 1920 für den Club St. Hubertus du Nord, signiert mit J. MERCULIANO

Giacomo Merculiano (* 29. September 1859 in Neapel; † November 1935 in Lille) war ein italienisch-französischer Bildhauer und Medailleur.

## Leben
Merculiano studierte an der Accademia di belle arti di Napoli. Hier stellte er auf der Ausstellung Esposizione Promotrice Napoli seine aus Stuck gefertigte Statue Aspiration aus. 1889 zeigte er hier seine Bronzestatuette Canto fermo. Zudem fertigte er eine Bronzebüste des Grafen Giulio di Conversano, die auf dem Friedhof Camposanto di Napoli aufgestellt wurde. Ab 1898 lebte er in Paris, wo er seine Werke mit Jacques Merculiano oder J. Merculiano signierte. Von 1904 bis 1914 war er in Lille ansässig. Er wurde französischer Staatsbürger. Ab 1914 stellte er auf dem Pariser Salon aus.
Neben Merculianos Versuchen in der Malerei lag sein Hauptwerk in der Bildhauerei, wo er sich  hauptsächlich auf Tierdarstellungen im Stil des Art déco konzentrierte. Als Medailleur fertigte er 1920 für den Hundeverein Club St. Hubertus du Nord in Ostricourt eine Preismedaille. Einige seiner Arbeiten wurden von dem Éditeur d’art (Kunstverleger) und Bildgießer Jules Levi-Lehmann handwerklich umgesetzt und vertrieben.
Sein Bruder Comingio Merculiano (1845–1915) arbeitete als Zeichner und Illustrator in Neapel.